# ایوو گئورگیف
ایوو گئورگیف (بلغاری: Иво Георгиев؛ ۱۲ مهٔ ۱۹۷۲ – ۱۳ نوامبر ۲۰۲۱) بازیکن فوتبال اهل بلغارستان بود.
از باشگاه‌هایی که در آن بازی کرده‌است می‌توان به باشگاه فوتبال دبرتسنی، باشگاه فوتبال لفسکی صوفیه، و باشگاه فوتبال بوداپست هونود اشاره کرد.
وی همچنین در تیم ملی فوتبال بلغارستان بازی کرده‌است.